# Нікоморфін
Нікоморфін (англ. Nicomorphine), торгові назви «Вілан», «Субеллан», «Гевіллан», «Морзет» — 3,6-динікотинатний етер морфіну. Це сильний агоніст опіатних рецепторів, та анальгетик, який у 2-3 рази сильніший за морфін із профілем побічних ефектів, подібним до дигідроморфіну, морфіну та героїну. Нікоморфін був вперше синтезований у 1904 році, та був запатентований у 1957 році як «Вілан» австрійською компанією «Lannacher Heilmittel GmbH».

## Медичне використання
Нікоморфін у вигляді гідрохлориду випускається в ампулах по 10 мг/мл розчину для ін'єкцій, таблеток по 5 мг, і супозиторіїв по 10 мг. Імовіно, що інші виробники випускають таблетки по 10 мг, та інші концентрації нікоморфіну для ін'єкцій в ампулах і багатодозових флаконах. Нікоморфін використовується в німецькомовних країнах та в інших країнах Центральної Європи, та деяких інших країнах Європи та колишнього СРСР, зокрема, для лікування післяопераційного, онкологічного, хронічного незлоякісного та іншого нейропатичного болю. Він зазвичай використовується у відділеннях знеболювання, контрольованого пацієнтом. Звичайна початкова доза препарату становить 5–10 мг кожні 3–5 годин.

### Побічні ефекти
Побічні ефекти нікоморфіну подібні до інших опіоїдів, і включають свербіж, нудоту та пригнічення дихання. Лікарі вважають його одним із кращих анальгетиків для комплексного пом'якшення страждань, на відміну від чистого ослаблення шкідливого больового подразника, для полегшення хронічних больових станів.

## Хімічні властивості
Метод синтезу нікоморфіну, який передбачає обробку безводної основи морфіну нікотиновим ангідридом при 130 °C, був опублікований Понгатцем і Цірмом у виданні «Monatshefte für Chemie» в 1957 році, одночасно з двома аналогами нікододеїном і нікодикодеїном, у статті про аміди та складні етери різних органічних кислот.

## Доступність
Нікоморфін у всьому світі регулюється майже так само, як і морфін, але є контрольованою речовиною Списку I у США, і ніколи не був там доступний.
У рідкісних випадках нікоморфін може з'являтися на європейському чорному ринку та в інших каналах для неконтрольованих споживачів опіоїдів. Його можна виробляти як частину суміші солей і похідних морфіну кінцевими споживачами шляхом обробки морфіну нікотиновим ангідридом або спорідненими хімікатами, як в аналогічному процесі домашнього приготування героїну.

## Фармакологія

### Фармакодинаміка
3,6-диетери морфіну є препаратами, які швидше та повніше проникають у центральну нервову систему завдяки підвищеній розчинності в ліпідах та іншим структурним особливостям. Прототипом цієї підгрупи напівсинтетичних опіатів є героїн, до групи також входять дипропаноїлморфін, диацетилдигідроморфін, дисаліцилморфін та низка інших сполук. Незважаючи на те, що це викликає посилену реакцію, коли препарат вводять внутрішньовенно, його неможливо відрізнити від морфіну іншими шляхами, хоча інший профіль побічних ефектів, включаючи меншу частоту нудоти, дуже очевидний.

### Фармакокінетика
Нікоморфін швидко метаболізується при внутрішньовенному введенні з періодом напіврозпаду 3 хвилини до морфіну та 6-нікотиноїлморфіну, вторинного активного метаболіту. Період напіврозпаду метаболітів становив 3–15 хвилин для нікотиноїлового метаболіту та 135—190 хвилин для морфіну.
При епідуральному введенні відбувається набагато повільніше вивільнення з епідурального простору, і нікоморфін залишається в ньому протягом 1,5 години або близько того, і має більш тривалий ефект 18,2 +/- 10,1 години через повільніше вивільнення активних метаболітів, морфіну та 6-нікотиноїлморфіну. Період напіврозпаду для цих сполук такий же, як при внутрішньовенному введенні.
Фармакокінетика при ректальному введенні відрізняється та змінює метаболізм. Через 8 хвилин після введення морфін з'являється швидко з періодом напіввиведення 1,48 +/- 0,48 години. Він, у свою чергу, метаболізується до морфін-3- та морфін-6-глюкоранідів ще через 12 хвилин, періоди напіврозпаду яких близькі один до одного, близько 2,8 години. 6-мононікотиноїлморфіну не було виявлено, а біодоступність морфіну та метаболічних активних речовин становила 88 %. Залишків нікоморфіну в сечі не виявлено.